# Gaetano Maria Garrasi
Gaetano Maria Garrasi (Catania, 20 novembre 1727 – Messina, 16 febbraio 1817) è stato un religioso e arcivescovo cattolico italiano.

## Biografia
Sin da giovane entrò nell'Ordine di Sant'Agostino presso il convento di Sant'Agostino di Catania, di cui fu anche priore. Fu ordinato sacerdote il 19 settembre 1750. Fu un importante erudito e tenne prediche in diverse città italiane. Fu rettore del Collegio Cutelli di Catania ed anche professore di teologia e diritto canonico nel seminario diocesano di Catania. Per le sue alte qualità fu proposto dal sovrano Ferdinando III come arcivescovo di Messina; la nomina fu approvata da papa Pio VI. Ricevette la consacrazione episcopale a Roma il 24 giugno 1792 dal cardinale Andrea Corsini. Morì a Messina il 16 febbraio 1817. Il suo monumento funebre si trova nella cappella del Santissimo Crocifisso presso la chiesa di Sant'Agostino di Catania.

## Genealogia episcopale e successione apostolica
La genealogia episcopale è:
- Cardinale Scipione Rebiba
- Cardinale Giulio Antonio Santori
- Cardinale Girolamo Bernerio, O.P.
- Arcivescovo Galeazzo Sanvitale
- Cardinale Ludovico Ludovisi
- Cardinale Luigi Caetani
- Cardinale Ulderico Carpegna
- Cardinale Paluzzo Paluzzi Altieri degli Albertoni
- Papa Benedetto XIII
- Papa Benedetto XIV
- Papa Clemente XIII
- Cardinale Enrico Benedetto Stuart
- Cardinale Andrea Corsini
- Arcivescovo Gaetano Maria Garrasi, O.S.A.

La successione apostolica è:
- Vescovo Gaetano Maria Avarna (1801)
- Vescovo Silvestro Todaro, O.F.M.Conv. (1808)